# Гърмящо сребро
Гърмящото сребро (AgCNO) е иницииращо взривно вещество много подобно на гърмящия живак.

## Конвенция
Сребърния фулминат е сол на фулминовата киселина (HCNO), която е изомер на циановата киселина (HOCN). Втората е значително по-стабилна, въпреки че солта на циановата киселина със среброто също притежава известни взривни свойства.

## Характеристики
- Чувствителност – по-висока отколкото на гърмящия живак, особено под формата на продълговати кристали.
- Отровно.
- Взаимодействие с метали и сярна киселина предизвиква детонация.
- Взривява се и под вода.

## Получаване
Получава се от смесване на спирт, сребро и азотна киселина. Получените продълговати кристали са силни взривоопасни и имат много висока чувствителност.